# Уніформа

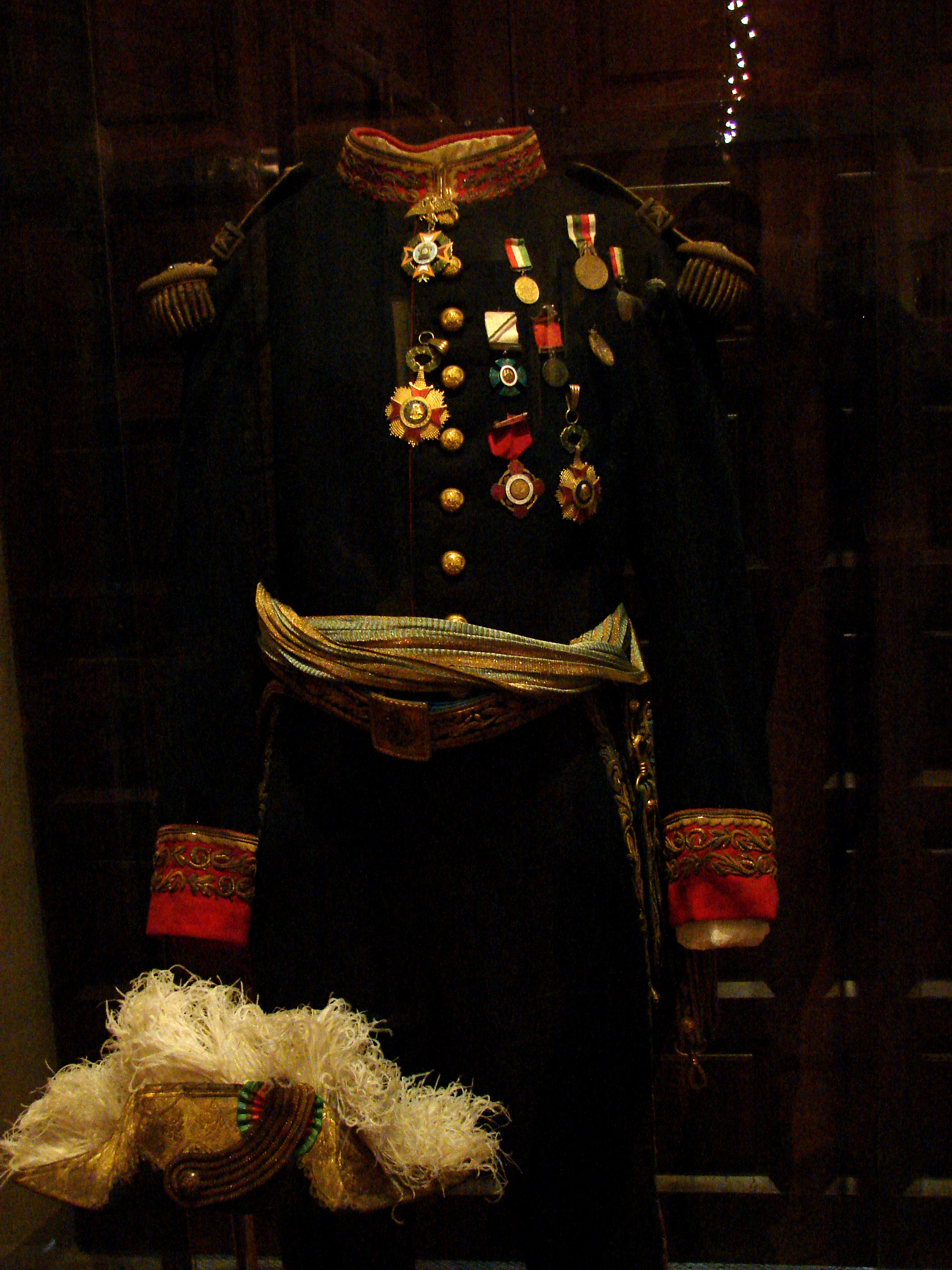
Форма Порфіріо Діас, 1900

Уніфо́рма (лат. forma «форма», лат. uniformis «одноманітний») — це вид одягу, який носять члени організації під час того, як вони знаходяться в її межах. Зазвичай форма призначена для збройних сил і воєнних організацій таких як міліція (див. військова уніформа), а також працівників швидкої допомоги, охорони, на деяких роботах і в школах та для злочинців у тюрмах. У деяких країнах чиновники носять форму під час виконання своїх обов'язків.

## Обслуговування і форма роботи

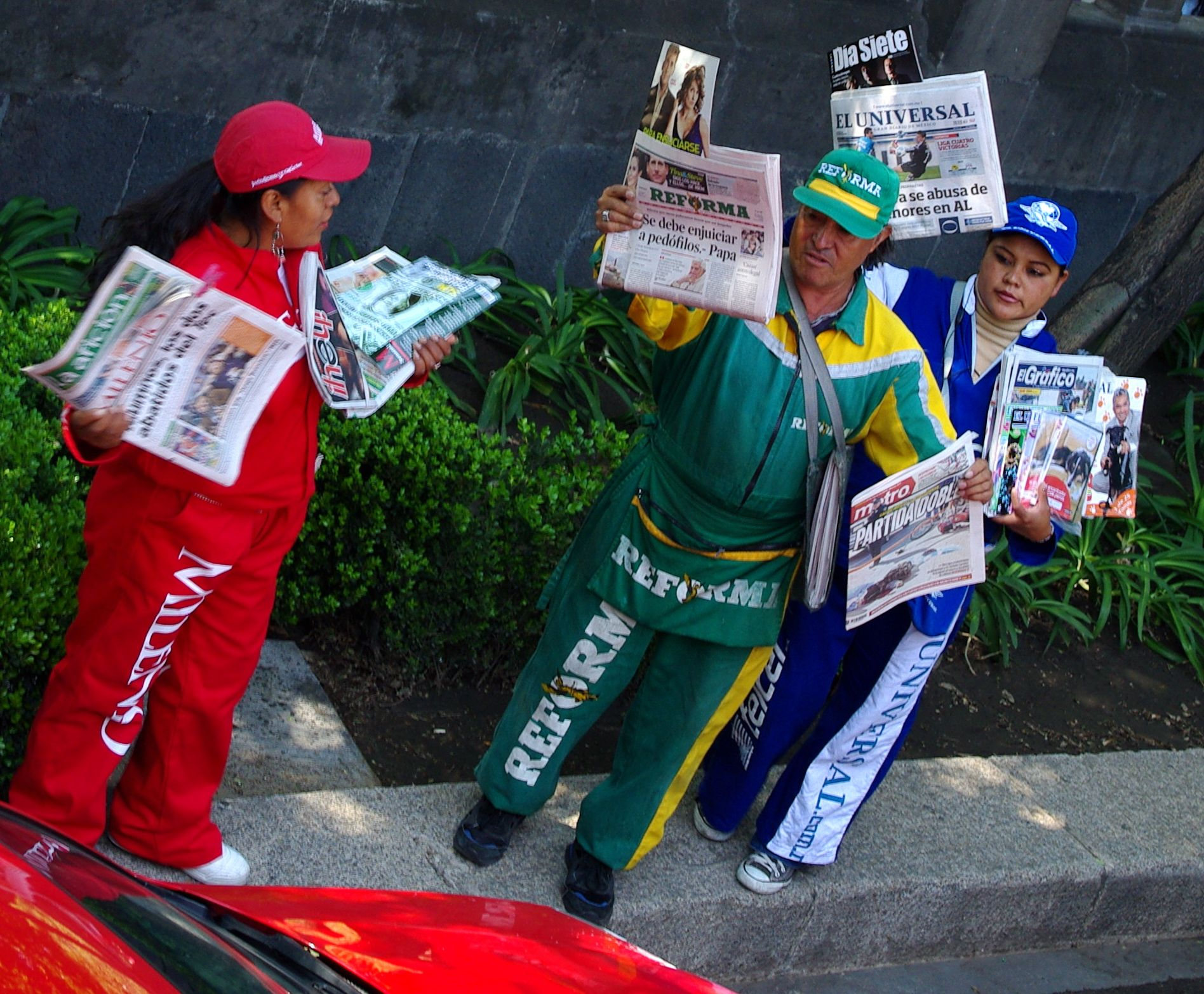
Виробники газет в Мексико, березень, 2010

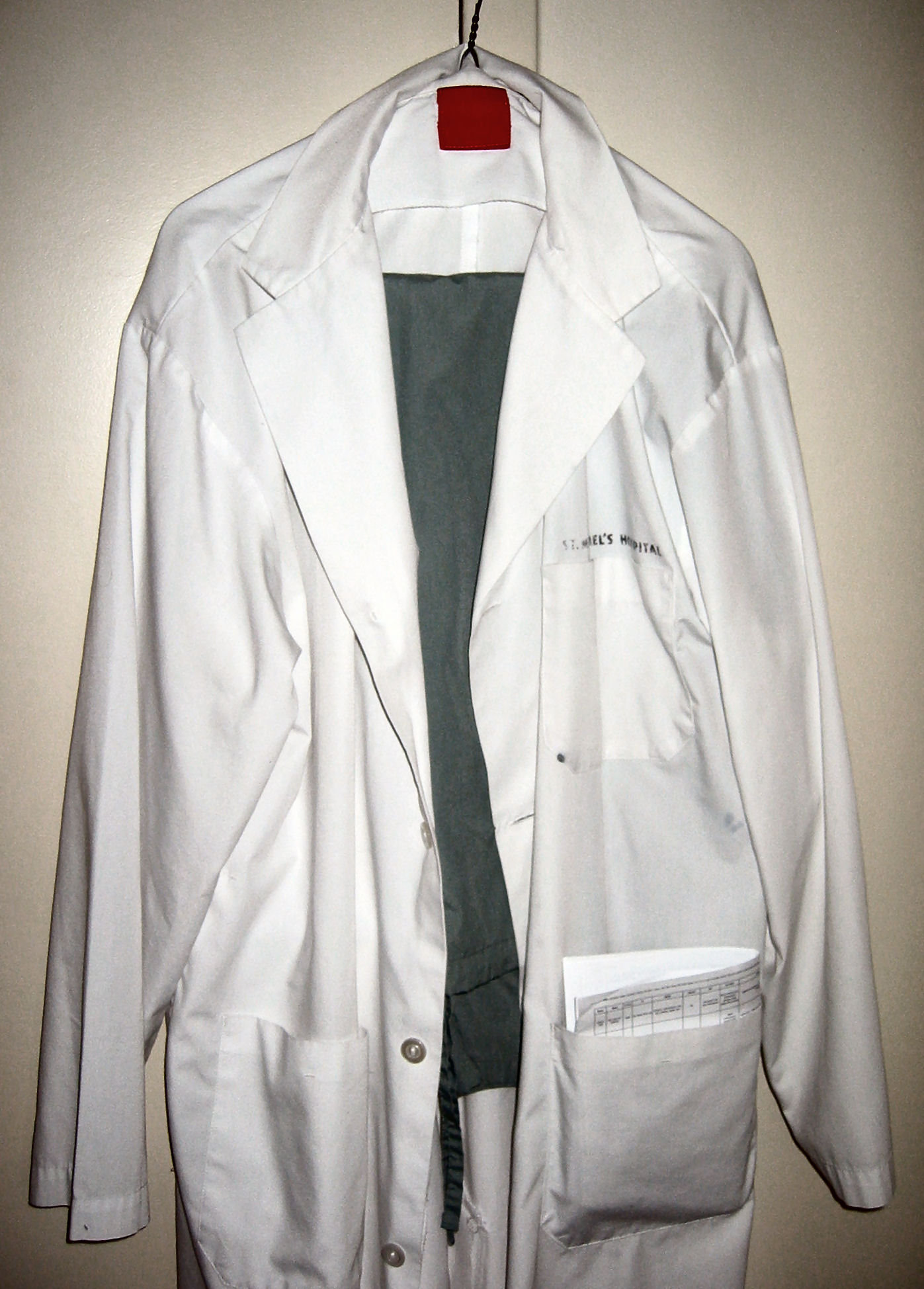
Білий халат працівника охорони здоров'я.

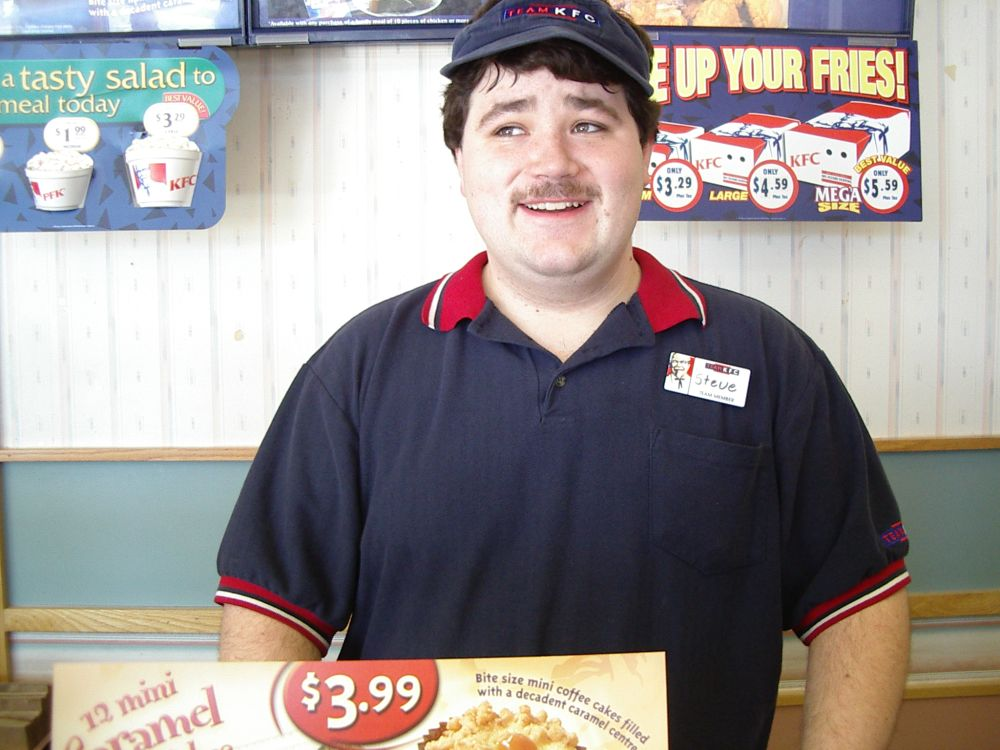
Працівник у формі, 2003

Зазвичай працівники носять форму, яка відрізняється в залежності від їхнього місця роботи. Працівники банку, авіакомпанії, пошти, ресторану, готелю, охорони та охорони здоров'я, тренери в спортивних комплексах, рятувальники, двірники, організатори свята зобов'язані носити уніформу. Форма має важливий вплив на працівників, тому вона є результатом спільної роботи бренду та іміджу компаній.
Інколи форма може спричинити хибне враження, оскільки працівники не завжди носять форму свої організації під час виконання службових обов'язків. Проте вчені дослідили вплив форми на життя компанії. Зазвичай всі працівники носять чорний колір одягу. Тобто не риси обличчя, а одяг робить працівника помітним. Іншими словами форма — символ багатошарових соціальних ідентичностей.

## Школа

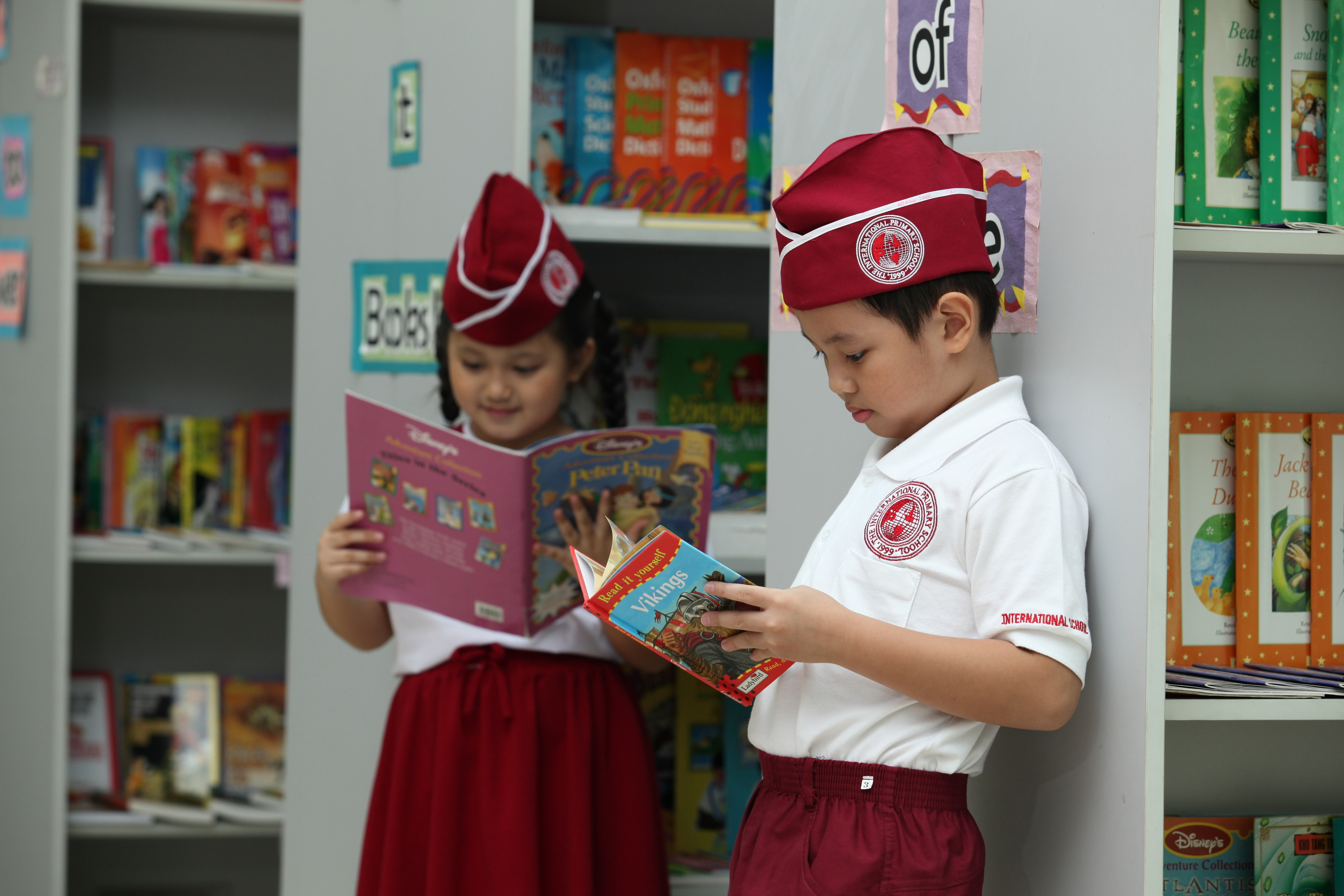
В'єтнамські школярі в бібліотеці Міжнародної школи 2010

Форма є обов'язковою в багатьох школах. Шкільна форма відрізняється одна від одної за кольором та формою.
Країнами, де форма є обов'язковою є Японія, Корея, Індія, Австралія, США та інші. У деяких країнах форма залежить від школи, а наприклад у Великій Британії учні вікової категорії від 11 до 16 років носять класичний піджак, краватку і штани для хлопців та краватка, штани і спідниця призначена для дівчат. З правого боку біля грудної клітки на піджаку є надпис, де зображений герб, ім'я школи та девіз чи емблема. У деяких школах піджаки замінені на светри, де та сама інформація записана на значках, а у державних початкових школих учні носять светр чи сорочку, на якій і написано ім'я та логотип школи.

## Цивільні чиновники

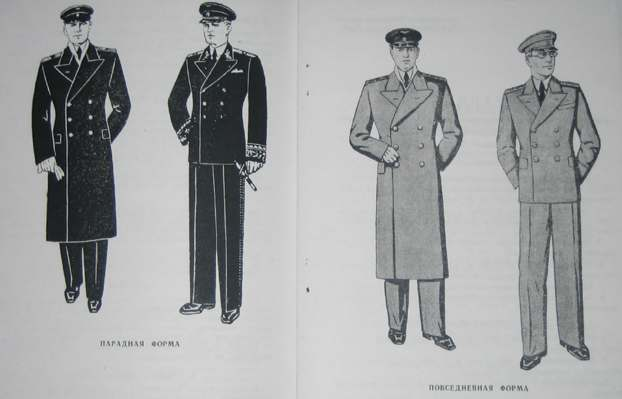
Зображення з 1943 року радянських правил, які стосуються дипломатичних посадовців у формі.

З 1800 року до Другої світової війни, дипломати більшості країн (зазвичай цивільні службовці) носили офіційну форму під час громадських заходів. Зараз таку форму носять дуже рідко, лише деякі працівники дипломатичних служб.

## В'язниця

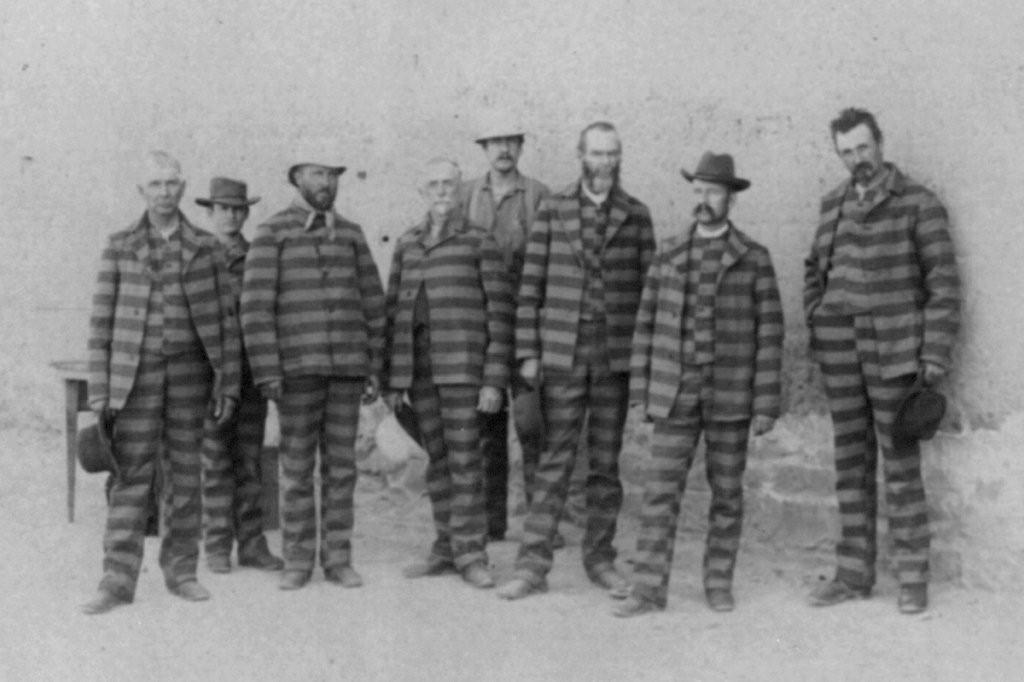
Ув'язнені в Юта 1885 року, які носять смугасту форму.

Форма ув'язнених — це форма, яку носять засуджені у в'язницях.

## Спорт
Більшість спортивних команд носять форму, яка характеризується певним кольором та має певні особливосі, за допомогою яких розрізняють своїх та чужих гравців.
Деякі тренери обирають білу форму для «своїх» команд, що сприяє перемозі.

## Безпека і збройні сили

Почесна російська варта, яка носить форму під час офіційної церемонії, 2009

Військова форма — це стандартизований одяг різних націй, який носять службовці збройних сил. Воєнний одяг та стиль зазнав істотних змін протягом століть: від кольору до пошиття. Військова форма є знаком організованих воєнних сил, що захищають владу та державу. Утилітарні потреби війни і економічна ощадливість на даний час є домінантними факторами, які визначають дизайн форми. Проте, більшість збройних сил розробили деякі інші види форми.
Військовослужбовці або цивільні чиновники зазвичай носять
- Парадну форму. ЇЇ носять під час громадських заходів та інших урочистостей;
- Хакі. Це військова форма, яка має захисний колір та служить захистом під час битв.
- Повсякденна форма. Форма, на якій позолочені ґудзики заміняють медалі.

Звичка носити форму, яка повністю відображає місце роботи, поступово відійшла у минуле, оскільки зараз солдати надають перевагу лише формі-хакі.

## Домашні працівники
Домашні працівники повинні носити ту форму, яку вимагають їхні роботодавці.

## Скаутинг

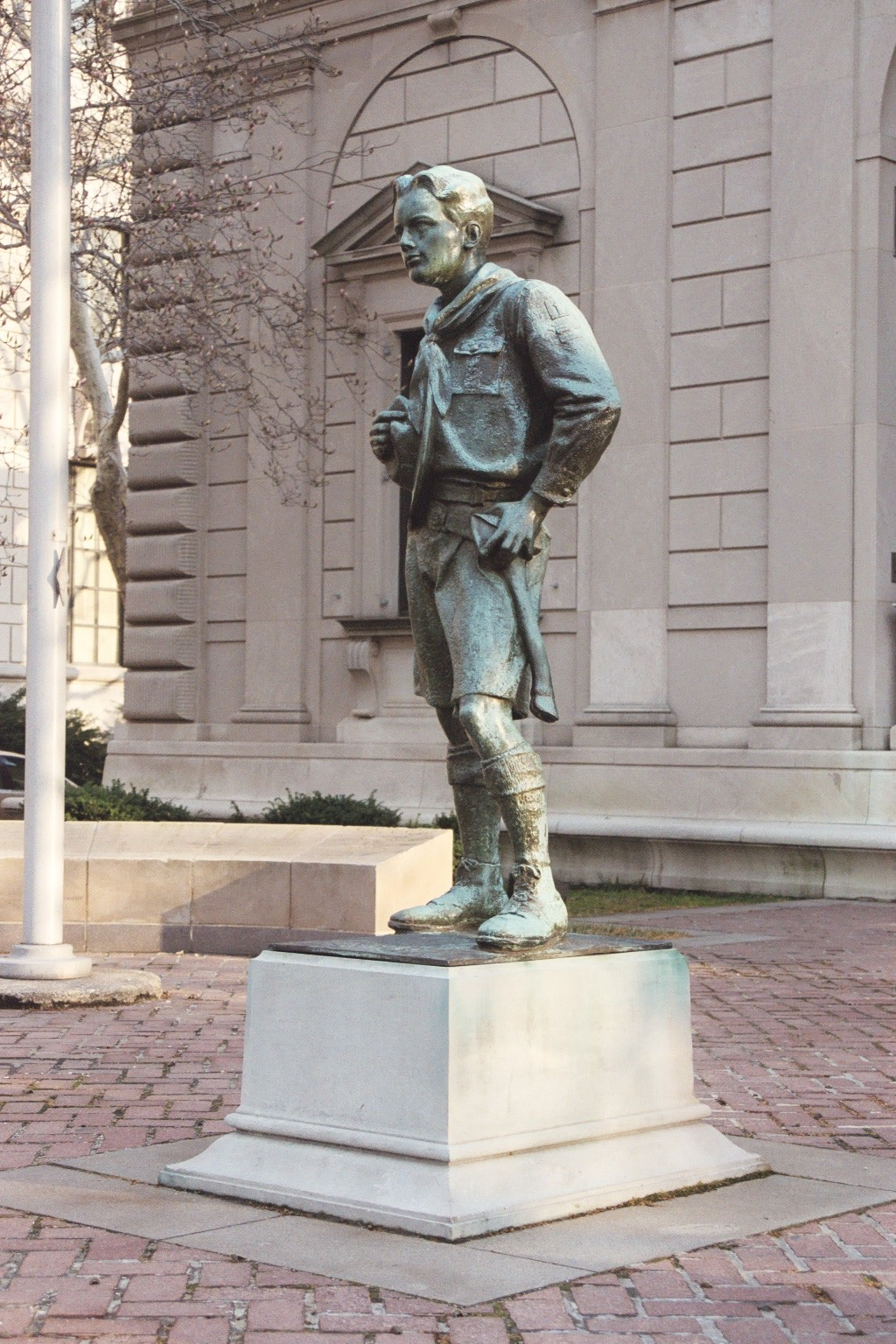
Скульптура «Ідеального скаута»

Форма скаутів має особливості Скаутського руху. Роберт Поуелл, генерал-лейтенант британської армії, провів перший скаутський табір на острові Браунсі. Протягом першої половини 20-го сторіччя скаутський рух поширився у всьому світі. Форма, яка в очах громадськості була створена в одному стилю, складалася з сорочки-хакі та зручної шапки. Сам Роберт Поуелл носив шорти, аби завдяки такому стилю бути ближчим до молоді. Сьогодні ця форма набула різних кольорів таких як синій, червоний, помаранчевий, зелений, а шорти були замінені штанами взимку та у країнах, де культура цінує скромність.

## Оригінальні ґудзики
Деякі види форми цінні завдяки спеціально виготовленим ґудзикам, які можуть стати колекційними предметами.

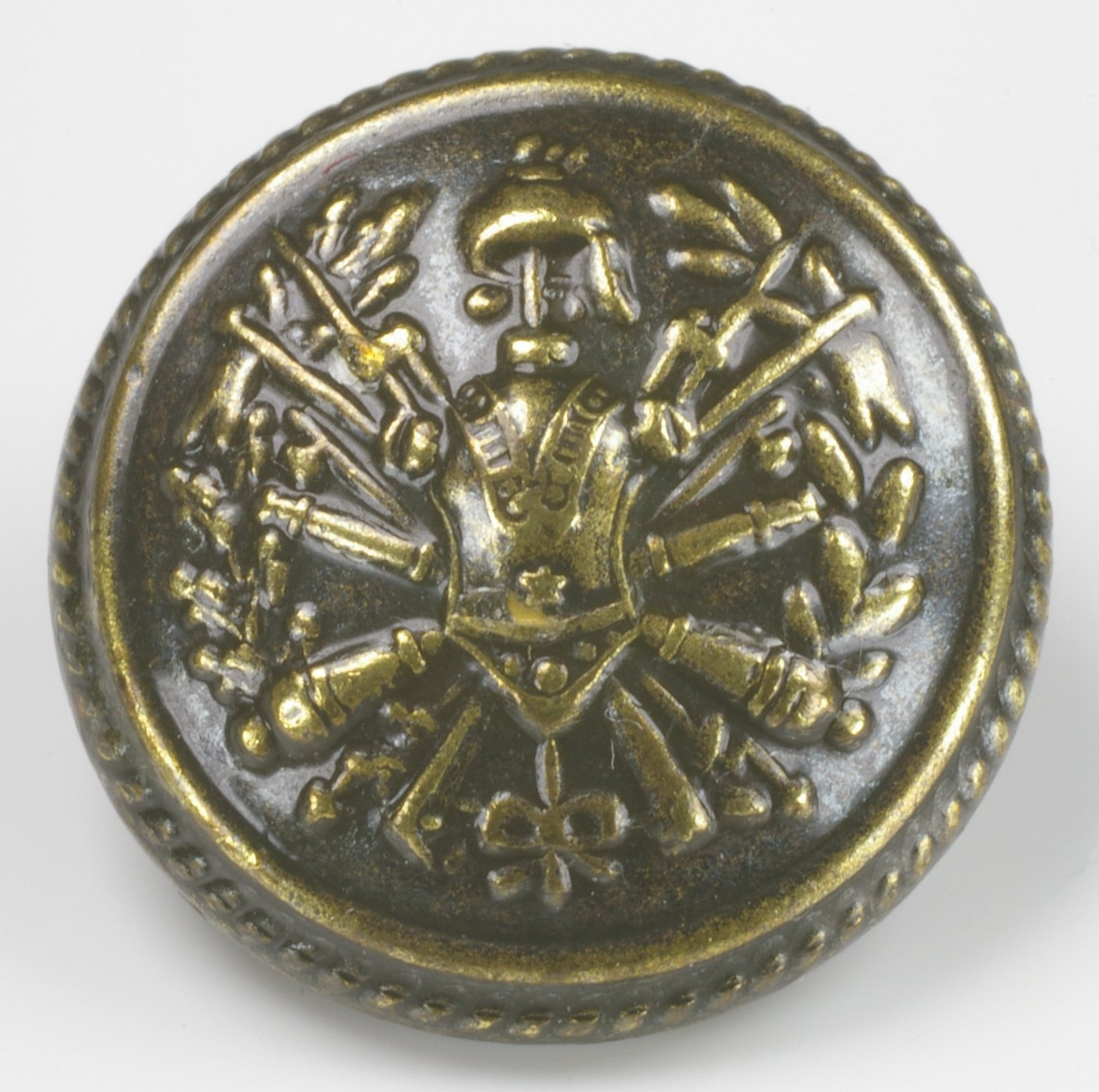
Ґудзик італійської воєнної форми, 1979

## Чистота одягу
Удеяких країнах чи регіонах таких як Велика Британія, Австралія чи Гонконг вартість чистки за форму входить в ціну податку, якщо, звісно, організація, на яку працює людина, не має власного відділу з чистки одягу.